# Alectryon excelsus
Alectryon excelsus är en kinesträdsväxtart. Alectryon excelsus ingår i släktet Alectryon och familjen kinesträdsväxter.

## Underarter
Arten delas in i följande underarter:
- A. e. excelsus
- A. e. grandis